# Gongora latisepala
Gongora latisepala là một loài thực vật có hoa trong họ Lan. Loài này được Rolfe mô tả khoa học đầu tiên năm 1918.

## Hình ảnh

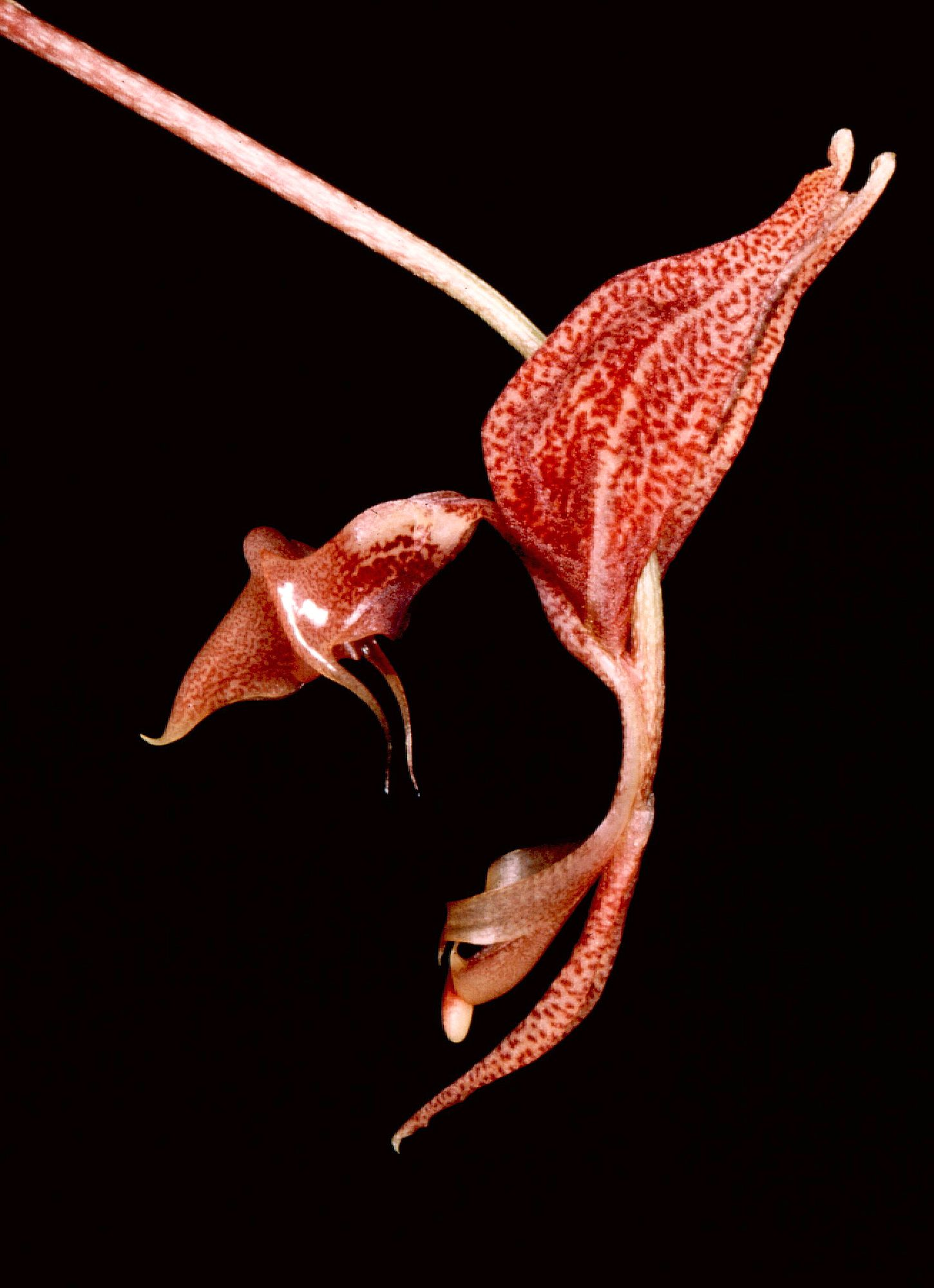